# Santa María Yolotepec
Santa María Yolotepec è un comune del Messico, situato nello stato di Oaxaca.